# Ciclismo nos Jogos Pan-Americanos de 1955
As competições de ciclismo nos Jogos Pan-Americanos de 1955 foram realizadas na Cidade do México, México. Esta foi a segunda edição do esporte nos Jogos Pan-Americanos, tendo sido disputada apenas por homens.

## Masculino

### Corrida individual 1.000 m (Pista)
| POSIÇÃO | CICLISTA           |
| ------- | ------------------ |
|         | Jorge Batiz (ARG)  |
|         | Juan Pérez (URU)   |
|         | Cenobio Ruiz (MEX) |

### Contra o relógio individual 1.000 m (Pista)
| POSIÇÃO | CICLISTA                 |
| ------- | ------------------------ |
|         | Antonio di Micheli (VEN) |
|         | Octavio Echeverri (COL)  |
|         | Luis Serra (URU)         |

### Perseguição por equipes de 4.000 m (Pista)
| POSIÇÃO | CICLISTA  |
| ------- | --------- |
|         | Argentina |
|         | Uruguai   |
|         | México    |

### Corrida individual (Estrada)
| POSIÇÃO | CICLISTA                |
| ------- | ----------------------- |
|         | Ramón Hoyos (COL)       |
|         | Benjamín Jiménez (COL)  |
|         | Alberto Velázquez (URU) |

### Corrida por equipes (Estrada)
| POSIÇÃO | CICLISTA |
| ------- | -------- |
|         | Colômbia |
|         | Uruguai  |
|         | México   |

## Quadro de medalhas
| Ordem | País          | Medalha de ouro | Medalha de prata | Medalha de bronze |    |
| ----- | ------------- | --------------- | ---------------- | ----------------- | -- |
| 1     | COL Colômbia  | 2               | 2                |                   | 4  |
| 2     | ARG Argentina | 2               |                  |                   | 2  |
| 3     | VEN Venezuela | 1               |                  |                   | 1  |
| 4     | URU Uruguai   |                 | 3                | 2                 | 5  |
| 5     | MEX México    |                 |                  | 3                 | 3  |
| TOTAL | TOTAL         | 5               | 5                | 5                 | 15 |

## Ligação Externa
- Jogos Pan-Americanos de 1955